# Ilkka Laitinen
Ilkka Pertti Juhani Laitinen, né le 22 août 1962 à Nurmes et mort le 29 septembre 2019, est un homme politique et militaire finlandais.
Il est connu pour avoir été le premier directeur exécutif de l'Agence européenne pour la gestion de la coopération opérationnelle aux frontières extérieures, également appelée Frontex, dont le rôle est de protéger les frontières de l'Union européenne.

## Biographie
Ilkka Laitinen est né le 22 août 1962 à Nurmes en Finlande. Il travaille à la Garde des frontières finlandaises en 1982 et de 1985 a 2019. Il est élevé au grade de colonel en 2004. Le 25 mai 2005, il prend la tête de l'agence Frontex et devient général de brigade en 2006. Il quitte ses fonctions à Frontex en mai 2014.
Ilkka Laitinen prend sa retraite de garde-frontière en raison de problèmes de santé le 31 août 2019 et meurt le 29 septembre suivant, à l'âge de 57 ans, des suites d'une maladie.